# Я пам'ятаю мить чудову
«Я пам'ятаю мить чудову…» (рос. Я помню чудное мгновенье…, 1825) — ліричний вірш російського поета Олександра Пушкіна, написаний влітку 1825 році. Адресований Анні Керн, дружині коменданта Ризької фортеці, героя Вітчизняної війни 1812 року Єрмолая Федоровича Керна.

## Історія створення
На початку 1819 року в Петербурзі в домі Оленіних Пушкін уперше познайомився з Анною Керн.Це була коротка зустріч на балу. Поет був зачарований її вродою. Через шість років, перебуваючи на засланні в Михайлівському, Пушкін знову побачив її. Анна, тепер уже мати двох дочок: Катерини й Анни, приїхала до своєї тітки П. О. Осипової у сусіднє село Тригорське.
У день її від'їзду на прощання поет передав Анні примірник другого розділу «Євгенія Онєгіна». Між нерозрізаних сторінок жінка побачила складений учетверо поштовий аркуш з віршем: «Я пам'ятаю мить чудову».
Невдовзі після цієї зустрічі Анна Керн передала присвячений їй вірш барону А. Дельвігу, який опублікував у петербурзькому літературному альманасі «Северные цветы» у 1827 році без зазначення адресата.
Фактично вірш не має назви, друкується під заголовком «До ***».

## Характеристика
Головна тема ліричного твору — тема кохання, яка завжди займала вагоме місце у творчості Олександра Пушкіна. Поет осмислює порожнечу свого життя між першою зустріччю з героїнею послання і теперішнім. «Йшли роки. Мрії чарівничі Розвіяв вітер часу злий». Автор пригадує заслання на південь, пригнічений настрій чергового заслання у родовий маєток Михайлівське. Нова зустріч з героїнею творить диво. Кохання приносить воскресіння душі, повертає радість творчості.
Пушкін створив ідеальний образ ліричної героїні. Вона є втіленням вічної жіночності. Рефрен «Як осяйне видіння раю, Як геній чистої краси» поєднує дві частини життя героя. Без коханої його життя нічого не варте. Нова зустріч пробуджує душу героя: «І серце б'ється знов огнисте, В моїй душі воскресли знов
І божество, й натхнення чисте, Й життя, і сльози, і любов»
Вірш написаний чотиристопним ямбом. Створити зразок любовної лірики Пушкіну допомагають яскраві епітети («мить чудова», «осяйне видіння», «геній чистої краси»). Метафор небагато, але вони афористичні: «Мрії чарівничі Розвіяв вітер часу злий». Метонімія: «Моїм очам з'явилась ти» Градація: «І божество, й натхнення чисте, Й життя, і сльози, і любов». Останнє слово «любов» — вершина почуттів і думок, почуття, яке повністю захоплює героя.

## Вірш у музиці
У 1840 році композитор Михайло Глінка написав на вірш Пушкіна романс. Він присвятив його своїй коханій, доньці Анни Керн — Катерині Керн.

## Переклади українською
- Володимир Сосюра[1],
- Юрій Отрошенко[2]